# Mistrovství Evropy v ledním hokeji 1913

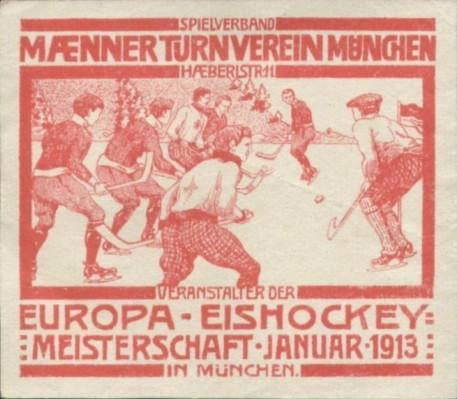
Plakát k mistrovství Evropy 1913

4. Mistrovství Evropy v ledním hokeji se konalo od 25. do 27. ledna v Mnichově v Německu. Hrálo se za účasti čtyř mužstev systémem každý s každým. Vítězem se při rovnosti bodů prvních dvou mužstev stala díky lepšímu skóre Belgie. Hrací doba byla 2x20 minut hrubého času.

## Průběh
Domácí němečtí funkcionáři se snažili před mistrovstvím poukázat na to, že při účasti Rakouska se nemůže turnaje zúčastnit plnohodnotně tým Čech, ale neuspěli. Hrálo se v dřevěné hale s malou ledovou plochou (40x18m). Domácí tým v turnaji porazil pouze právě Rakousko, ale přesto ho zakončil s kladným skóre. Za Čechy zde poprvé nastoupil posléze dlouholetý reprezentant brankář Peka.

## Výsledky a tabulka
|    |          | BEL  | BOH | GER  | AUT  | V | R | P | Skóre | B |
| 1. | Belgie   | ***  | 4:4 | 8:5  | 13:1 | 2 | 1 | 0 | 25:10 | 5 |
| 2. | Čechy    | 4:4  | *** | 4:2  | 7:0  | 2 | 1 | 0 | 15:6  | 5 |
| 3. | Německo  | 5:8  | 2:4 | ***  | 14:4 | 1 | 0 | 2 | 21:16 | 2 |
| 4. | Rakousko | 1:13 | 0:7 | 4:14 | ***  | 0 | 0 | 3 | 5:34  | 0 |

 Čechy –  Belgie 	4:4 (0:1, 4:3)
25. ledna 1913 – Mnichov (Kunsteisbahn)

Branky Čech: 21. Jaroslav Jirkovský, 22. Jaroslav Jirkovský, 27. Jan Pallausch (Palouš), 36. Jaroslav Jirkovský.

Branky Belgie: 15. Paul Geminne, 23. Leon Goossens, 30. Fernand de Blommaert, 35. Maurice Deprez.

Rozhodčí: Alfred Steinke (GER)

Vyloučení: Josef Šroubek.
Čechy: Jan Peka – Jan Fleischmann, Jan Pallausch (Palouš) – Josef Šroubek – Jaroslav Jarkovský, Jaroslav Jirkovský, František Rublič.
 Německo –  Belgie 	5:8 (5:2, 0:6)
26. ledna 1913 (ráno) – Mnichov (Kunsteisbahn)

Branky Německa: Alfred Steinke, 2x Franz Lange, 2x Emil Rau.

Branky Belgie: 2x Fernand de Blommaert, 2x Maurice Deprez, Gaston van Folksom, Leon Gossens, Freddy Charlier, Etienne Coupez.

Rozhodčí: Mason (CAN)
 Belgie –  Rakousko 	13:1 (6:1,7:0)
26. ledna 1913 (odpoledne) – Mnichov (Kunsteisbahn)

Branky Belgie: 4x Maurice Deprez, 3x Leon Goosens, 2x Paul Geminne, 2x Freddy Charlier, Fernand de Blommaert, Henri van den Bulcke.

Branka Rakouska: Rudolf Rauch.

Rozhodčí: Franz Lange (GER)
Rakousko: Hugo Nowak - Fritz Pipes, Hans Teller - Hans Payer - Schöpp, Franz Pipes, Franz Krumbholz.
 Čechy –  Německo	4:2 (2:0, 2:2)
26. ledna 1913 (večer) – Mnichov (Kunsteisbahn)

Branky Čech: 5. Jaroslav Jirkovský, 20. Otakar Vindyš, 27. Otakar Vindyš, 35. Otakar Vindyš.

Branky Německa: 14. Emil Rau, 17. Paul Martin.

Rozhodčí: Mason (CAN)

Vyloučení: 15. Josef Šroubek na 1. min.
Čechy: Jan Peka – Jan Fleischmann, Jan Pallausch (Palouš) – Josef Šroubek – Otakar Vindyš, Jaroslav Jarkovský, Jaroslav Jirkovský.
 Čechy –  Rakousko 	7:0 (2:0, 5:0)
27. ledna 1913 (ráno) – Mnichov (Kunsteisbahn)

Branky čech: 4. Otakar Vindyš, 5. Jaroslav Jirkovský, 31. Jaroslav Jarkovský, 32. Josef Šroubek, 37. Jaroslav Jirkovský, 38. Josef Šroubek, 40. Jaroslav Jarkovský.

Rozhodčí: Erik Wahrmuth (GER)
Čechy: Jan Peka – Jan Fleischmann, Jan Pallausch (Palouš) – Josef Šroubek – Otakar Vindyš, Jaroslav Jarkovský, Jaroslav Jirkovský.
Rakousko: Hugo Nowak - Fritz Pipes, Hans Teller - Hans Payer - Schöpp, Franz Pipes, Franz Krumbholz.
 Německo –  Rakousko 	14:4 (9:2, 5:2)
27. ledna 1913 (odpoledne) – Mnichov (Kunsteisbahn)

Branky Německa: 4x Franz Lange, 3x Paul Martin, 2x Alfred Steinke, 2x Charles-George Hartley, 2x Werner Glimm, Bruno Grauel.

Branky Rakouska: 2x Kaser, Farber, Goldschmidt.

Rozhodčí: Romer (GER)
Rakousko: Hugo Nowak - Fritz Pipes, Hans Teller - R. Burka - Schöpp, Franz Pipes, Franz Krumbholz.

## Soupisky
1.  Belgie

Brankář: Francois Vergyult.

Hráči: Henri van den Bulcke, Maurice Deprez, Francis Franck, Etienne Coupez, Paul Goeminne, Paul Loicq, Leon Gossens, Gaston van Volxem,  Fernand de Blommaert, Freddy Charlier.
2.  Čechy

Brankář: Jan Peka.

Obránci: Jan Fleischmann, Jan Pallausch (Palouš).

Záložník: Josef Šroubek.

Útočníci: Jaroslav Jirkovský, Jaroslav Jarkovský, František Rublič, Otakar Vindyš, Miloslav Fleischmann.
3.  Německo

Brankář: Alfred Steinke

Hráči: Charles-George Hartley, Bruno Grauel, Emil Rau, Franz Lange, Paul Martin, Werner Glimm.
4.  Rakousko

Brankář: Hugo Nowak.

Obránci:  Fritz Pipes, Hans Teller.

Záložník: Franz Pipes.

Útočníci: Hans Payer, Franz Krumbholz, R. Burka, Schöpp,